# Sisyra jutlandica
Sisyra jutlandica là một loài côn trùng trong họ Sisyridae thuộc bộ Neuroptera. Loài này được Esben-Petersen miêu tả năm 1915.